# مايكل كاربونارو
مايكل كاربونارو (بالإنجليزية: Michael Carbonaro)‏ مواليد 28 أبريل 1977 في الولايات المتحدة، هو ممثل أمريكي بدأ مسيرته الفنية سنة 1999.

## الأعمال

### مسلسلات
- أول ماي تشيلدرن
- غايدنغ لايت
- القانون والنظام: الوحدة الخاصة للضحايا
- 30 روك
- سي إس آي: ميامي
- ويزردز أوف ويفرلي بليس
- غريز أناتومي
- آي كارلي

## روابط خارجية
- مايكل كاربونارو على موقع IMDb (الإنجليزية)
- مايكل كاربونارو على موقع ألو سيني (الفرنسية)
- مايكل كاربونارو على موقع أول موفي (الإنجليزية)
- مايكل كاربونارو على موقع قاعدة بيانات الفيلم (الإنجليزية)
- مايكل كاربونارو على موقع كينوبويسك (الروسية)